# 鹰峰站
鷹峰站（：／ Eungbong yeok */?）是京義·中央線沿線的一座地面車站，位於韓國首爾特別市城東區鷹峰洞鷹峰橋北端。

## 車站結構
站體為2面2線側式月台的地面車站，候車月台設有月台幕門。

### 月台配置
| ↑ 玉水   |
| \| １    |
| 往十里 ↓ |

| 月台 | 路線                   | 目的地                               |
| ---- | ---------------------- | ------------------------------------ |
| 1    | ●首都圈電鐵京義·中央線 | 往十里、清涼里、德沼、楊平、龍門方向 |
| 2    | ●首都圈電鐵京義·中央線 | 龍山、孔德、文山方向                 |

## 歷史
- 1978年12月9日：首都圈電鐵1號線聖水站（성수역）落成啟用。
- 1980年7月10日：因應首爾地鐵2號線聖水站開通，本站更名為鷹峰站。
- 2005年12月15日：京元線龍山－城北運行系統廢止營運，編入首都圈電鐵中央線，車站編號由 K127 改為 K115。
- 2014年12月27日：首都圈電鐵中央線編入首都圈電鐵京義·中央線。

## 車站周邊
- 鷹峰山（朝鲜语：응봉산 (서울)）
- 鷹峰橋
- 聖水大橋
- 首爾森林
- 光熙中學
- 首爾鷹峰初等學校

## 圖片

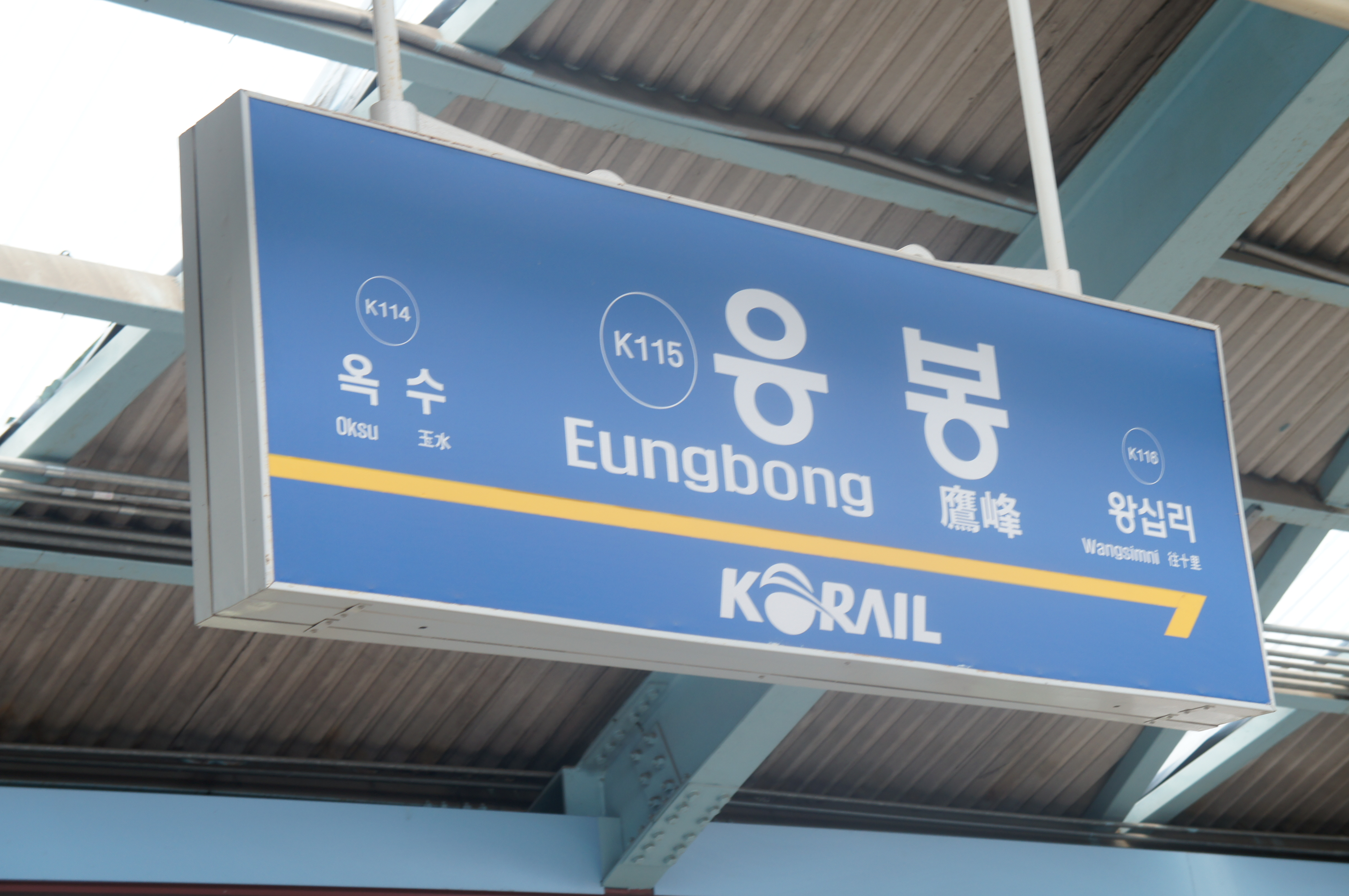
站名牌
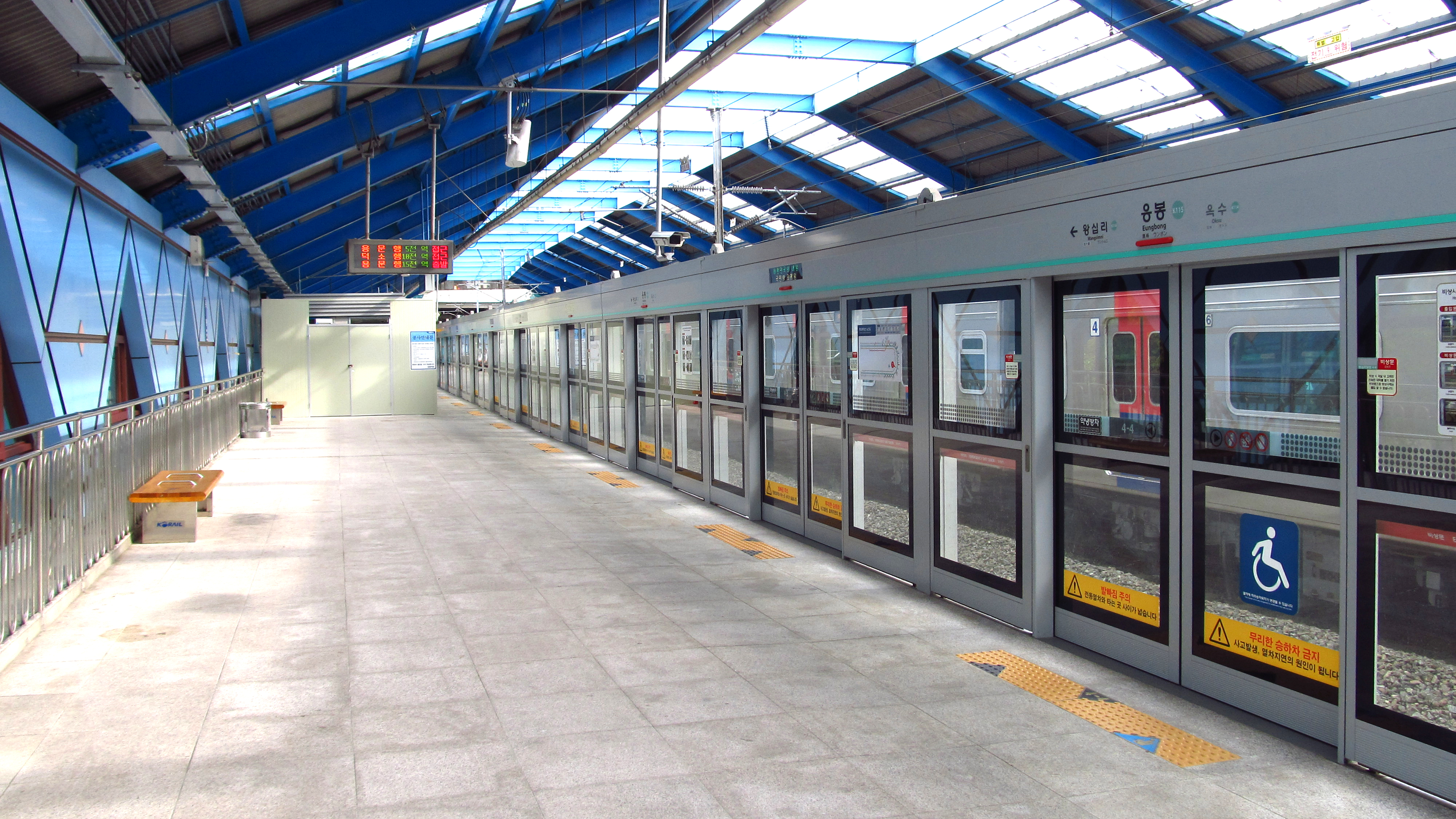
候車月台
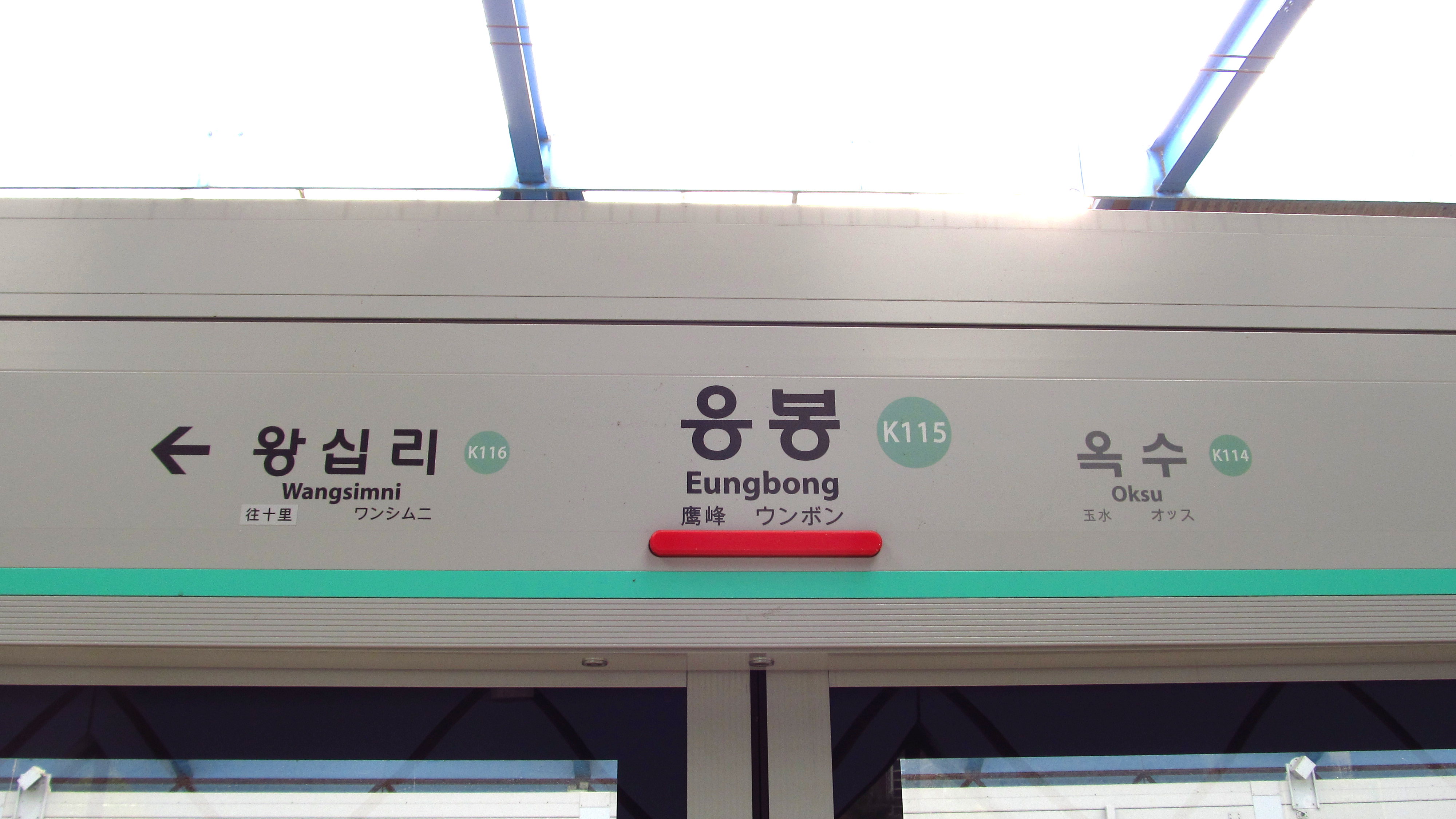
月台門資訊板
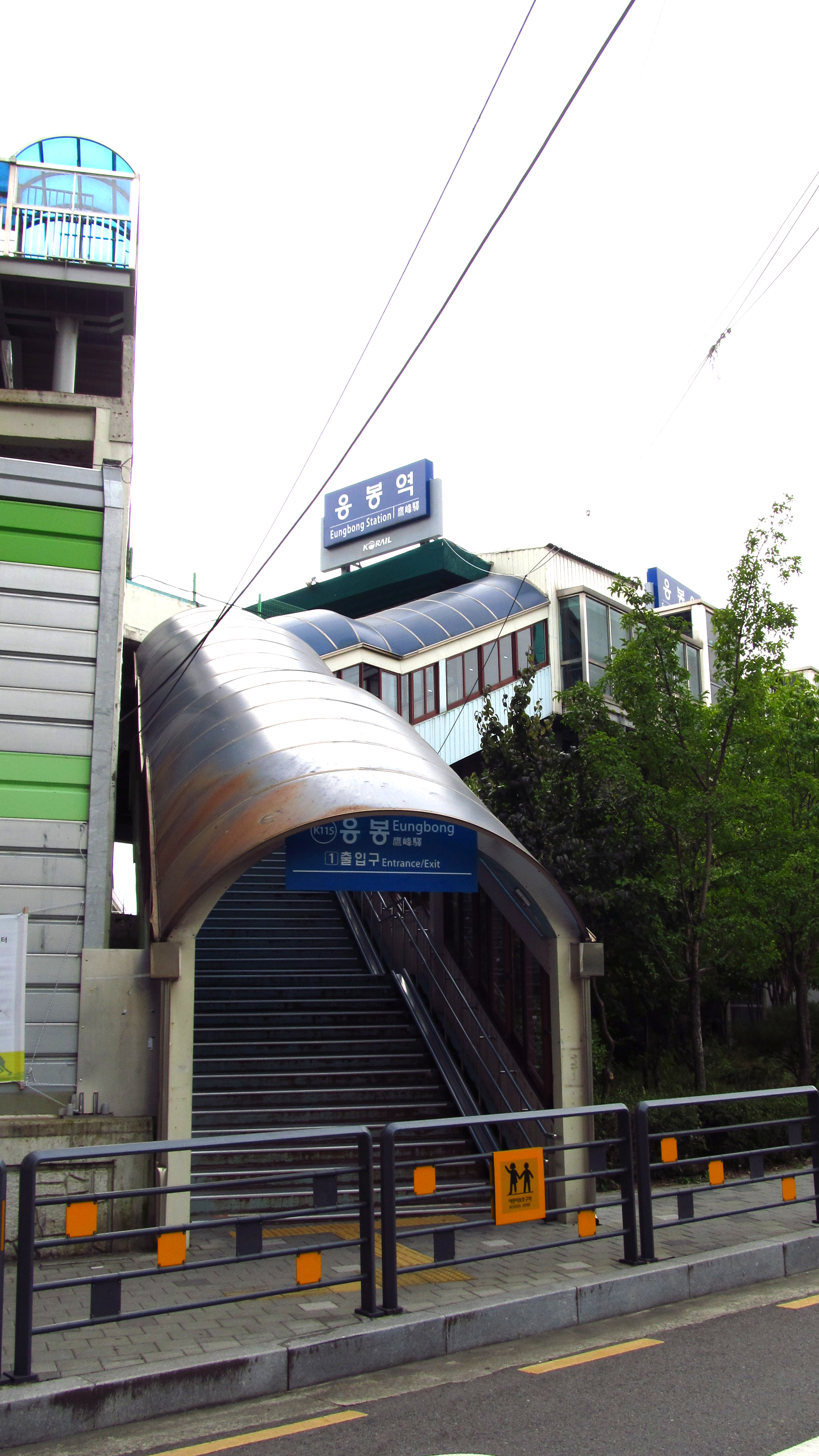
1號出口
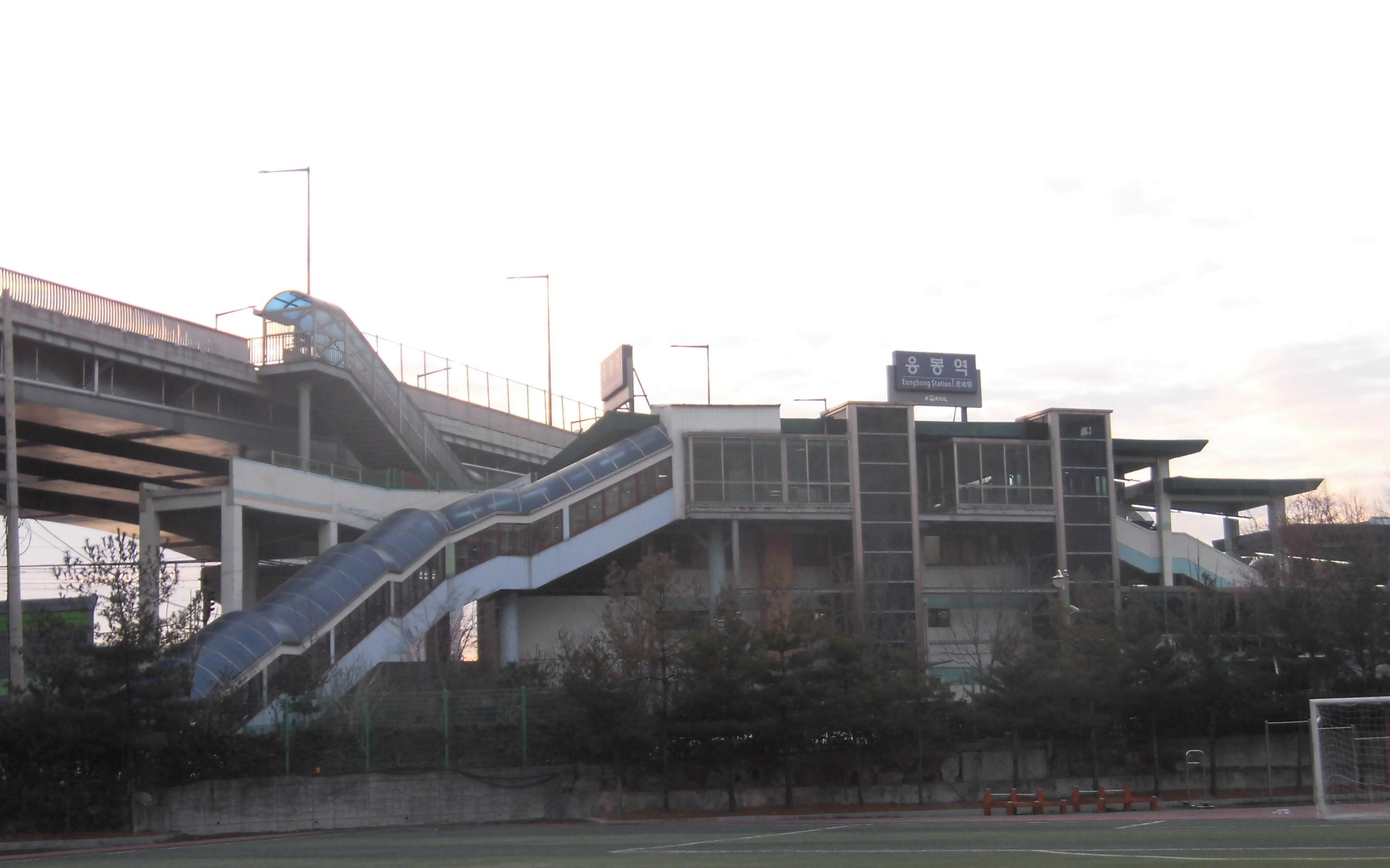
車站外觀

## 相鄰車站
韓國鐵道公社
●首都圈電鐵京義·中央線
緩行
玉水（K114）－鷹峰（K115）－往十里（K116）